# Ceará Tramway, Light & Power Co.
A Ceará Tramway, Light & Power Co. foi uma companhia de eletricidade de capital britânico que explorou uma concessão de geração, transmissão e distribuição de eletricidade e serviços de bondes e ônibus elétricos na cidade de Fortaleza, Ceará. Fundada em 1911, passou a disputar a oferta de serviços de iluminação pública e eletricidade com a  Ceará Gas Company (aberta em 1867). Após forte disputa judicial e publicitária,a Ceará Gás foi extinta em 1935 e a Ceará Light passou a contar com o monopólio do serviço. Em 1948 sua concessão foi extinta e a empresa encampada pela prefeitura de Fortaleza, que criou a Companhia de Serviço de Força e Luz de Fortaleza (Serviluz) para realizar os serviços outra mantidos pela Ceará Light.